# Harvungön
Harvungön med Norrgrynnor, Lassgrynnor och Lillberget är en ö i Finland. Den ligger i Bottenhavet och i kommunen Korsnäs i den ekonomiska regionen  Vasa i landskapet Österbotten, i den västra delen av landet. Ön ligger omkring 47 kilometer sydväst om Vasa och omkring 350 kilometer nordväst om Helsingfors.
Öns area är 7,19 kvadratkilometer och dess största längd är 4,9 kilometer i nord-sydlig riktning. I omgivningarna runt Harvungön växer i huvudsak blandskog.

## Delöar och uddar
- Harvungön 62°43′40″N 21°03′59″Ö / 62.7279°N 21.06639°Ö
- Kummelhuset 62°43′50″N 21°05′07″Ö / 62.73069°N 21.08534°Ö (udde)
- Norrgrynnor 62°43′23″N 21°05′41″Ö / 62.723°N 21.09459°Ö
- Båtskatudden 62°44′36″N 21°03′03″Ö / 62.74332°N 21.05075°Ö (udde)
- Östnorrskatan 62°44′35″N 21°04′25″Ö / 62.74312°N 21.07364°Ö (udde)
- Harrbådan 62°44′22″N 21°02′56″Ö / 62.73942°N 21.04887°Ö (udde)
- Hagudden 62°43′54″N 21°02′57″Ö / 62.73156°N 21.04905°Ö (udde)
- Salamonasudden 62°43′39″N 21°02′57″Ö / 62.72748°N 21.04912°Ö (udde)
- Rödberget 62°43′03″N 21°03′02″Ö / 62.71746°N 21.05067°Ö (udde)
- Bäcksmajudden 62°42′50″N 21°04′58″Ö / 62.71388°N 21.08287°Ö (udde)
- Lassgrynnor 62°43′09″N 21°05′28″Ö / 62.71929°N 21.09121°Ö
- Fårudden 62°42′43″N 21°04′59″Ö / 62.71201°N 21.083°Ö (udde)
- Sköthällan 62°42′24″N 21°03′31″Ö / 62.70664°N 21.0587°Ö (udde)
- Lillberget 62°42′22″N 21°04′29″Ö / 62.7062°N 21.07472°Ö
- Påbådan 62°42′20″N 21°04′13″Ö / 62.70563°N 21.07028°Ö (udde)